# Bataille de Saint-Jacques sur la Sihl
La bataille de Saint-Jacques sur la Sihl (Sankt Jakob an der Sihl en allemand) a eu lieu le 22 juillet 1443 près de Zurich dans le cadre de l'Ancienne guerre de Zurich. Opposant les troupes confédérées aux Zurichois, elle se solde par la défaite de ces derniers.

## Déroulement
La bataille se déroule à l'extérieur des portes de de Zurich, au-delà de la Sihl près de l'actuelle église de Saint-Jacques, sur la place Stauffacher. 
Selon les chroniqueurs zurichois, le bourgmestre de Zurich, Rudolf Stüssi succombe en défendant le pont traversant la Sihl. Stüssi couvrait la retraite de ses troupes lorsqu'il est tué par un confédéré en embuscade sur le pont. Ce témoignage qui glorifie les mérites de Stüssi est toutefois considéré comme de la propagande par les historiens. Albrecht Freiherr von Bussnang, le commandant des forces habsbourgeoises alliées avec Zurich, est tué près de l'autel de la chapelle Saint-Jacques.
D'autres récits des chroniques zurichoises font état de l'acte héroïque d'Anna Ziegler, la femme du gardien qui aurait relevé le pont-levis à l'entrée dite du Rennweg juste à temps pour empêcher les Confédérés de s'introduire dans la cité.

## Suites
Bien que la conquête de la ville ait pu être évitée, Zurich se trouve après la bataille au point le plus critique de toute la guerre. Après la défaite, la panique s'empare des habitants, qui parfois se barricadent chez eux. Les dirigeants pro-autrichiens craignent en outre que les sympathisants des confédérés ne leur ouvrent les portes, voire ne provoquent un coup d'État. Comme on s'attendait à un siège, le conseil zurichois confia le commandement et les clés des portes de la ville au margrave Wilhelm von Hachberg. Celui-ci n'avait pas participé auparavant à la sortie de Zurich - il aurait craint d'être enfermé dehors. Il confia la garde de chacune des portes à un noble. Il s'agissait des comtes Guillaume de Lützelstein et Louis de Helfenstein ainsi que des chevaliers Burkhard VII Münch et Hans de Rechberg.
On commence alors à rassembler des documents compromettants sur de prétendus traîtres. Un exemple connu est un procès-verbal conservé dans lequel l'abbesse du Fraumünster Anna von Hewen (1429-1484) est accusée par des témoins d'avoir organisé des messes en faveur de l'ennemi pendant la bataille et de s'être réjouie des événements néfastes pour Zurich. On la soupçonne en outre d'être enceinte après avoir eu une relation avec l'ancien bourgmestre, Rudolf Meis, un représentant du parti confédéré[réf. souhaitée].
L'arrêt du gros des troupes confédérées devant la Sihl éloignait la possibilité d'un assaut de la ville. Du côté confédéré, on n'envisageait apparemment pas sérieusement d'assiéger la ville ou de tenter un assaut. Les troupes fédérales restèrent encore quatre jours sur le Sihlfeld pour dépouiller les morts et piller les maisons du faubourg. Parmi le butin se trouvaient le drapeau des Zurichois, quelques centaines de têtes de bétail, plusieurs étalons de cavaliers autrichiens ainsi que des armes, des armures et de l'argent. Après avoir essuyé des tirs très efficaces depuis les remparts de la ville, les soldats confédérés finissent par se retirer. Auparavant, les maisons situées devant la ville, y compris les églises Sainte-Anne et Saint-Étienne, avaient été incendiées, le couvent de Selnau entièrement dévasté ; les localités d'Altstetten, Albisrieden, Wiedikon et Kilchberg avaient également été touchées. Le 26 juillet, l'armée confédérée se replie vers Baden pour des négociations infructueuses, avant de revenir une nouvelle fois à Zurich pour ravager la région de Höngg. L'armée passe ensuite par Zollikon et Küsnacht pour se rendre à Rapperswil, qui est encerclée et assiégée le 29 juillet. Rapperswil résiste sans problème, mais l'impasse militaire de l'année 1443 conduisit le 9 août à la « paix de Rapperswil » (également appelée « misérable paix » dans la chronique zurichoise), une trêve valable jusqu'au 23 avril 1444, négociée par l'évêque de Constance Heinrich von Hewen, le frère aîné de l'abbesse Anna. Après cette date, la guerre s'étend encore et les hostilités se poursuivent sans interruption jusqu'au 12 juin 1446 ; les négociations de paix qui ont suivi ont duré encore quatre ans.